# 傑克·麥克布萊爾
傑克·麥克布萊爾（英語：Jack McBrayer，1973年5月27日—）是美國的一位演員和喜劇演員。他是柯南·奥布萊恩深夜秀的固定班底之一，並且在電視劇超級製作人中飾演Kenneth Parcell角色。

## 外部連結
- 傑克·麥克布萊爾在互联网电影资料库（IMDb）上的資料（英文）